# Brennabor
Предприятие «Бреннабо́р» братьев Ра́йхшта́йн (нем. Die Brennabor-Werke Gebr. Reichstein), впоследствии Предприятие «Бреннабо́р», АО (нем. Brennabor-Werke AG) — немецкая компания-производитель автомобилей, мотоциклов, велосипедов и детских колясок, существовавшая с 1871 по 1945 год. Базировалась в Бранденбурге. До 1930-х годов — крупнейший производитель детских колясок и один из ведущих производителей велосипедов в Европе.

## История
Фирма была учреждена в 1871 году братьями Адольфом, Карлом и Германом Райхштайнами (нем. Adolf, Carl und Hermann Reichstein) на базе основанного годом ранее частного предприятия по производству плетёных колясок и детских велосипедов. 
С 1881 года велосипеды, производимые компанией «Бреннабор», носили название Bicycle, с 1891 (предположительно) года — Rover. С 1892 года все велосипеды компании выпускались под фирменным названием Brennabor.
С 1901 года «Бреннабор» приступил к серийному производству мотоциклов, с 1903 года — трёх- и четырёхколёсных автомобилей (первоначально на заказ, с 1908 года — в массовом порядке). В 1914—1916 годах, в связи с началом Первой мировой войны, выпуск автомобилей был приостановлен. В 1908 году на базе предприятия учреждена мотогоночная команда, впоследствии успешно выступавшая на состязаниях мирового уровня.
В 1919 году компанией представлен автомобиль среднего класса тип P (нем. Typ P), запущенный в массовое производство с 1921 года. 
В 1923—1924 годах «Бреннабор» стал одним из первых немецких автомобильных производителей, перешедших на конвейерный метод сборки. 
Во второй половине 1920-х годов «Бреннабор» — крупнейший (в 1927—1928 годах — второй после Opel) автомобильный производитель в Германии (совокупный заводской штат предприятия по состоянию на 1924 год — 6000 человек). В 1919 году компании «Бреннабор», NAG и «Ганза-Ллойд» (нем. Hansa-Lloyd) образовали концерн GDA (нем. Gemeinschaft Deutscher Automobilfabriken — Союз немецких автопроизводителей), просуществовавший до 1928 года.
После 1929 года, вследствие мирового экономического кризиса, объёмы автомобильного производства резко снизились. Тем не менее, в 1931 году «Бреннабор» провёл ряд экспериментов с несколькими предварительно запатентованными переднеприводными конструкциями. К концу того же года был разработан переднеприводной прототип на базе фирменного типа Juwel 6, предназначенный к изготовлению на заказ (серийное производство автомобилей, ввиду финансовых трудностей, не возобновлялось).
В 1932 году производство автомобилей «Бреннабор» было приостановлено на восемь месяцев (тогда же предприятие было преобразовано в акционерное общество), затем — осенью того же года — возобновлено со вводом в производство нескольких новых моделей и окончательно прекращено в 1933 году.
В 1930—1942 годах «Бреннабор» выпускал лёгкие мотоциклы с двигателями «Фихтель и Закс», с 1939 года — также с моторами собственного производства (модель G 100). 
Выпуск велосипедов «Бреннабор» не прекращался вплоть до 1945 года. С окончанием Второй мировой войны все производственные мощности предприятия были демонтированы.
В послевоенные годы на базе предприятия «Бреннабор» создан Бранденбургский тракторный завод, до 1964 года выпускавший колёсные и гусеничные тракторы, затем перешедший к производству грузовых автомобилей.
С 1991 года по настоящее время Бранденбургский автомеханический завод — дочернее предприятие и центр производственного обучения ZF Friedrichshafen AG.

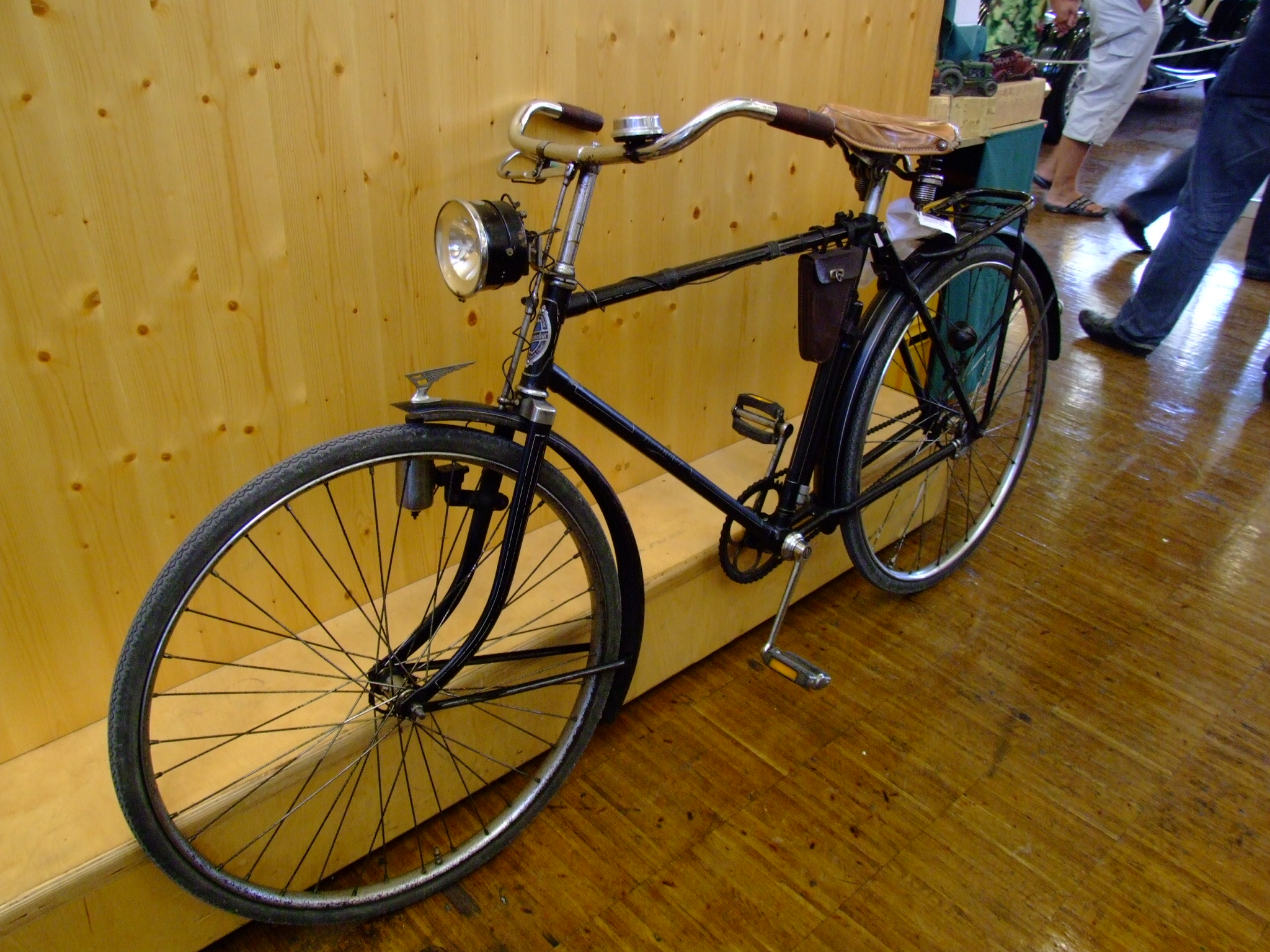
Велосипед Brennabor
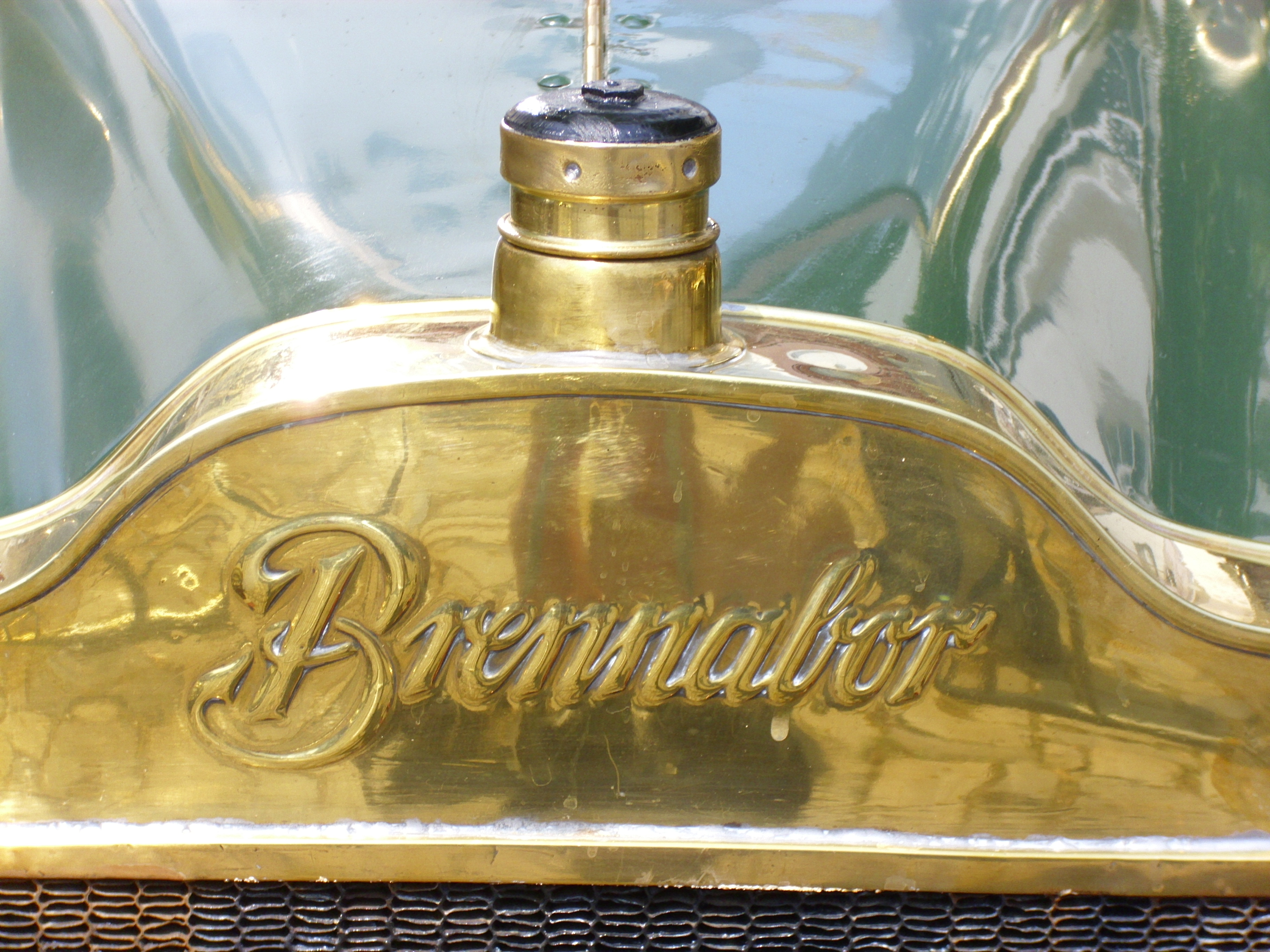
Brennabor: фирменная эмблема
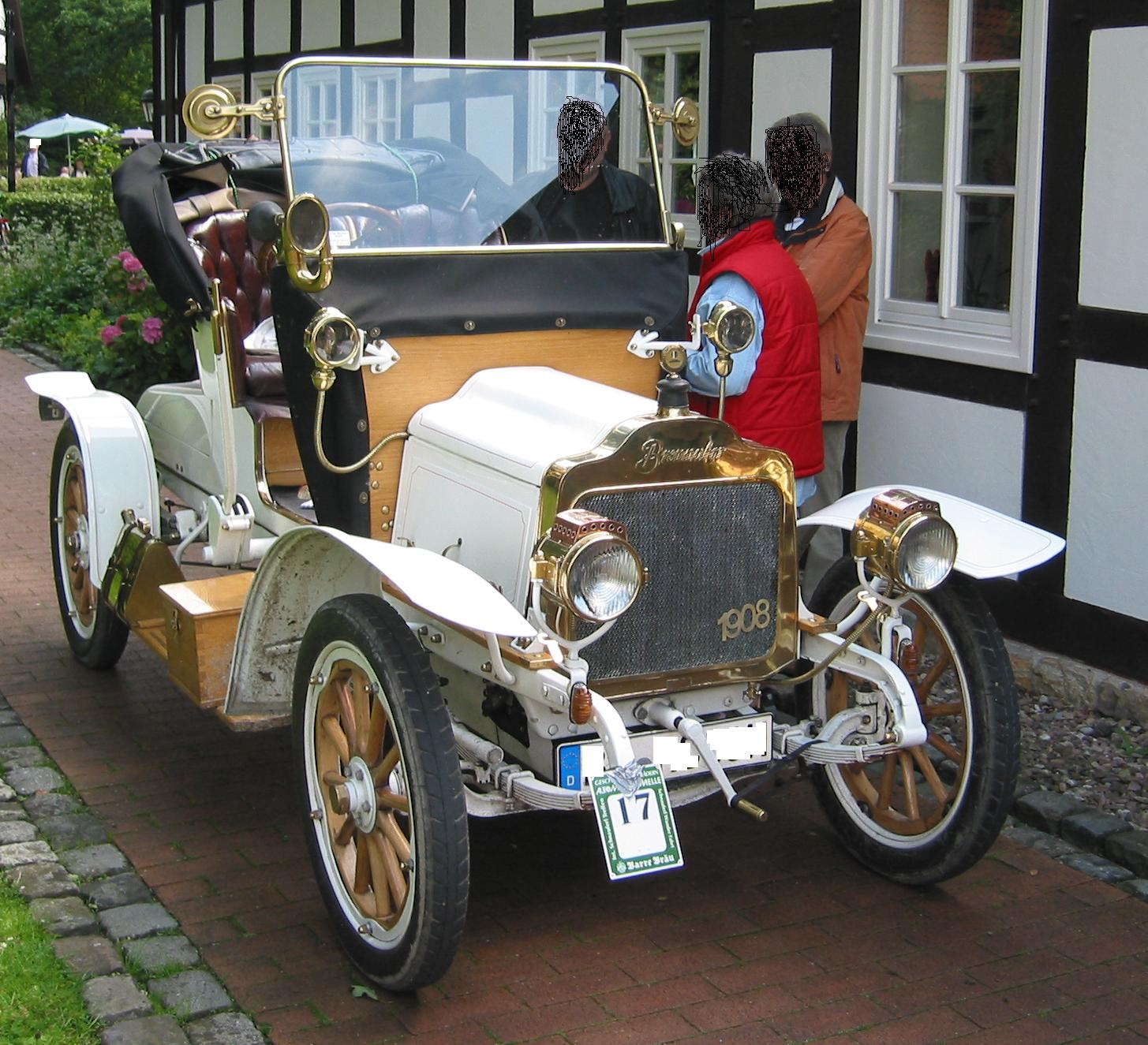
Brennabor A1 (1908)
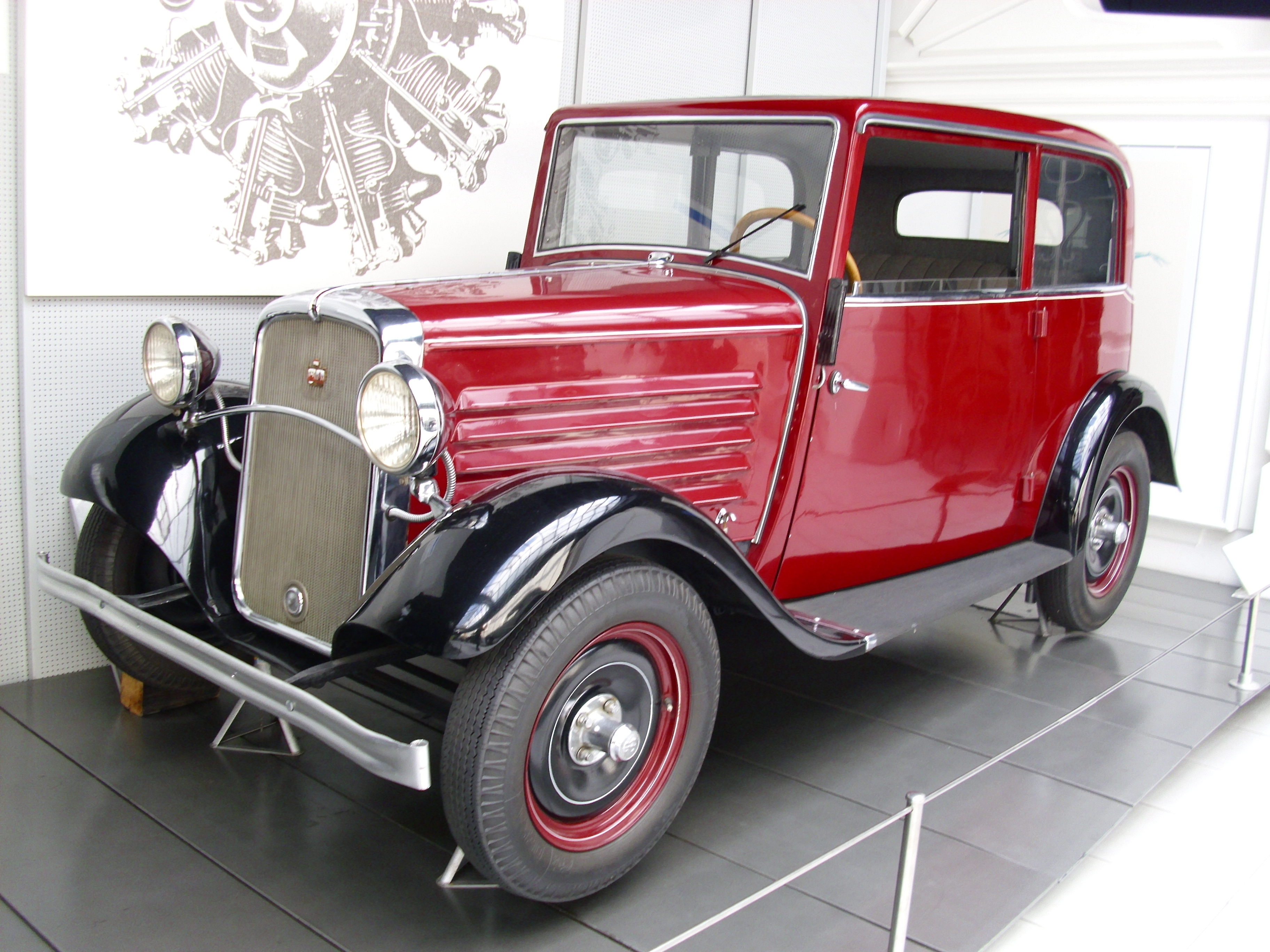
Brennabor C (1931)

## Модели легковых автомобилей
| Тип                                    | Годы выпуска  | Цилиндров                      | Рабочий объём, см³ | Мощность, л. с. (кВт)       | Макс. скорость, км/ч |
| -------------------------------------- | ------------- | ------------------------------ | ------------------ | --------------------------- | -------------------- |
| A1 3,5/8 л. с.                         | 1905—1911     | 2                              | 0904               | 6 (4,4) — 8 (5,9)           | 50                   |
| Brennaborette 3,5; 4 и 5,5 л. с.       | 1907—1912     | 1 (3,5/4 л. с.), 2 (5,5 л. с.) | 0452               | 3,5 (2,6), 4 (2,9), 5,5 (4) | 35                   |
| Kleinwagen 6/12 и 6/14 л. с.           | 1908—1910     | 4                              |                    | 12 (8,8) — 14 (10,3)        | 70                   |
| D 10/20 и 10/24 (Prinz Heinrich Wagen) | 1910—1911     | 4                              |                    | 20 (14,7), 24 (17,7)        | 80                   |
| B 5/12 л. с.                           | 1911—1913     | 4                              | 1328               | 12 (8,8)                    | 55                   |
| L 6/18 л. с.                           | 1911—1914     | 4                              | 1592               | 18 (13,2)                   | 60                   |
| C 6/18 л. с.                           | 1910—1912     | 4                              |                    | 18 (13,2)                   | 65                   |
| G 8/22 л. с.                           | 1910—1914     | 4                              | 2025               | 22 (16,2)                   | 70                   |
| F 10/28 л. с.                          | 1911—1914     | 4                              | 2476               | 28 (20,6)                   | 80                   |
| M 6/16 л. с.                           | 1914          | 4                              | 1453               | 16 (11,8)                   | 70                   |
| P 8/24 л. с.                           | 1919—1925     | 4                              | 2091               | 24 (17,7)                   | 65                   |
| S 6/20 л. с.                           | 1922—1925     | 4                              | 1569               | 20 (14,7)                   | 70                   |
| R 6/25 л. с.                           | 1925—1928     | 4                              | 1569               | 25 (18,4)                   | 70                   |
| P 8/32 л. с.                           | 1925—1927     | 4                              | 2091               | 27 (19,9)                   | 75                   |
| AL 10/45 л. с.                         | 1927—1930     | 6                              | 2547               | 45 (33)                     | 70                   |
| Z 6/25 л. с.                           | 1927—1929     | 4                              | 1569               | 25 (18,4)                   | 70                   |
| AK 10/45 л. с.                         | 1927—1930     | 6                              | 2547               | 45 (33)                     | 85                   |
| ASK / AFK 12/55 л. с.                  | 1928—1932     | 6                              | 3080               | 55 (40)                     | 90                   |
| ASL / AFL 12/55 л. с.                  | 1928—1932     | 6                              | 3080               | 55 (40)                     | 85                   |
| Ideal 7/30 л. с.                       | 1929—1933     | 4                              | 1640               | 30 (22)                     | 75                   |
| Juwel 6 10/45 л. с.                    | 1929—1932     | 6                              | 2460               | 45 (33)                     | 85                   |
| Juwel 8 14/60 и 14/65 л. с.            | 1930—1932     | 8                              | 3417               | 60 (44)                     | 100                  |
| Juwel Front 10/45 л. с.                | Прототип 1931 | 6                              | 2460               | 45 (33)                     | 85                   |
| C 4/20                                 | 1931—1933     | 4                              | 0995               | 20 (14,7)                   | 75                   |
| Ideal extra 7/30 л. с.                 | 1930—1933     | 4                              | 1640               | 30 (22)                     | 75                   |
| D 4/22                                 | 1933          | 4                              | 0995               | 22 (16,2)                   | 75                   |
| E 8/38 л. с.                           | 1933          | 6                              | 1957               | 38 (27,9)                   | 80                   |
| F 10/45 л. с.                          | 1933          | 6                              | 2460               | 45 (33)                     | 90                   |

## В популярной культуре
- Фирма «Бреннабор» упоминается в повести Льва Кассиля «Кондуит и Швамбрания» (1931):

Швамбранским императором был в то время некий Бренабор Кейс Четвёртый. Имя это мы целиком заимствовали у известной тогда автомобильной фирмы. Поэтому на государственном гербе Швамбрании к Зубу Швамбранской Мудрости, пароходу Джека, Спутника Моряков, и Чёрной королеве — хранительнице тайны — прибавились ещё автомобили.

## Комментарии
1. ↑  Название — по одному из старинных наименований земли Бранденбург[1], вероятно, восходящему к славянскому топониму Бранибор — «бранный бор» («пограничный лес»)[2].